# Vriesea seideliana
Vriesea seideliana là một loài thuộc chi Vriesea. Đây là loài đặc hữu của Brasil.